# Kościół św. Andrzeja Boboli w Sicienku
Kościół św. Andrzeja Boboli w Sicienku – katolicki kościół parafialny zlokalizowany we wsi gminnej Sicienko, w powiecie bydgoskim.

## Historia
Wieś była w przeszłości zdominowana przez niemieckich protestantów. Parafię protestancką założono tu w 1856 i początkowo modlono się w pomieszczeniu tymczasowym. Kościół wzniesiono jako ewangelicki w 1887. 21 września 1884 obiekt poświęcono. W latach 1892–1893 dokończono budowę wieży. Pastor początkowo zamieszkiwał w dawnej pastorówce, obecnym Ośrodku Kultury Regionalnej, a potem dojeżdżał z Gogolina (w czasie II wojny światowej w pastorówce funkcjonował posterunek policji). 
Pierwszy pastor nazywał się Serno i zamieszkiwał w Bydgoszczy (lata: 1856-1860). Drugim był Christian Walter, rektor parafii w latach 1860-1863, powołany na pastora w 1863 - zamieszkiwał już w Sicienku aż do śmierci w dniu 3 kwietnia 1885. Jednym z następnych pastorów był Lindenblatt, a innym dr. Oswald Teper (misjonarz z Chin, który osiadł tu w 1914). 
Po zakończeniu II wojny światowej do parafii w Dąbrówce Nowej weszły dwa kościoły: w Sicienku i Kruszynie. 1 lutego 1970, dekretem Prymasa Polski, utworzono rektorat przy kościele pomocniczym w Sicienku. Pierwszym rektorem był ks. Lambert Mikołajczak, a potem (od 31 stycznia 1971) ks. Jan Trojanowski. 31 sierpnia 1972 powstała parafia w Sicienku (zatwierdzenie państwa). 10 września 1972 parafię ustanowił prymas Stefan Wyszyński.
W 2019 przeprowadzono prace konserwatorskie elewacji kościoła.

## Architektura
Obiekt jest neogotycki, murowany, jednonawowy, ceglany. Oprócz głównego, posiada dwa ołtarze boczne - maryjny i św. Andrzeja Boboli. W ławkach mieści około 150 osób. Wejście zlokalizowano od strony południowej - przerobione jest na kruchtę boczną. Nad głównym wejściem do kościoła stoi okazała wieża o wysokości 50 metrów, a w niej wisi dzwon z 1873.